# Jacques Dillon
Jacques Dillon de Lacroix (né à Capoue au mois de septembre 1760, mort à Paris le 24 mars 1807) est un ingénieur militaire du Royaume des Deux-Siciles qui s'établit à Paris au début de la Campagne d'Italie, et enseigna les travaux portuaires dans la capitale française. On lui doit notamment la construction du Pont des Arts, pour lequel il obtint sa nomination au rang d'ingénieur en chef des ponts et chaussées. 

## Biographie
Il descendait d'une branche de la famille irlandaise des Dillon établie dans le royaume des Deux-Siciles, où son père avait le grade de brigadier. Placé à l’école militaire de Naples, le jeune Dillon y fit ses premières études, et parvint en peu de temps au grade de capitaine dans le corps des ingénieurs hydrauliciens qu’on venait de former. En 1795, il fut chargé de la direction de plusieurs jeunes officiers que le gouvernement faisait voyager pour étudier les constructions hydrauliques. Venu ainsi à Paris, il s’y fixa et se lia avec les ingénieurs chargés des canaux et des principaux ports de France. Il leur fit connaître les méthodes pratiquées en Italie et alors tout à fait inusitées en France. Il fit aussi adopter quelques machines, dont il avait pris les modèles en Hollande ; dans le même temps, il composa plusieurs Mémoires sur les constructions hydrauliques. Le gouvernement en ordonna l’impression, et le bureau de consultation des Arts et Métiers lui décerna plusieurs prix. Nommé vérificateur général du nouveau système des poids et mesures, il obtint la place de professer d’arts et métiers aux écoles centrales de Paris. La construction du pont du Louvre, ou pont des Arts, le premier pont en fer qui ait été construit en France, lui fournit l’occasion de développer son talent. Le public confirma par son suffrage les éloges donnés à cette construction, l’un des monuments les plus remarquables de la capitale. Le gouvernement nomma Dillon ingénieur en chef. On le chargea plus tard de l’établissement de ponts basculants dans toute la France, et à peine avait-il terminé cette opération qu’il fut désigné pour diriger les travaux du pont d’Iéna ; mais une maladie subite l’enleva en cinq jours, vers le milieu de 1807.

## Source
: « Dillon (Jacques-Vincent-Marie de Lacroix », dans Louis-Gabriel Michaud, Biographie universelle ancienne et moderne : histoire par ordre alphabétique de la vie publique et privée de tous les hommes avec la collaboration de plus de 300 savants et littérateurs français ou étrangers, 2e édition, 1843-1865 [détail de l’édition], vol. XI, p. 65-66